# Ali Erbaş
Ali Erbaş (Nació en 1961 en la Ordu , Turquía ) el es erudito musulmán turco y el ministro de Asuntos Religiosos de Turquía

## Biografía
Terminó la escuela primaria en la Escuela de Primaria de Yeşilyurt. Se graduó en 1980 en el Instituto Imam-Hatip de Sakarya y en 1984 en la Facultad de Ciencias Islámicas de la Universidad de Mármara.
Entre 1982 y 1993 ejerció como responsable religioso en distintas mezquitas vinculadas a la Oficina del Muftí de Fatih, Estambul, de la Presidencia de Asuntos Religiosos.
Obtuvo el título de máster en 1987 en la Facultad de Ciencias Islámicas de la Universidad de Mármara con una tesina titulada “Las repeticiones en el Corán” en la disciplina del tafsir y se doctoró en 1993 con la tesis “Creencias en los ángeles en las religiones divinas”, en la rama de Historia de las religiones.
Entre 1988 y 1990 asistió a cursos de especialización para estudiantes de máster y doctorado en el Centro de Educación Haseki de Estambul.
En 1993 fue nombrado profesor contratado en Historia de las religiones en la Facultad de Ciencias Islámicas de la Universidad de Sakarya. Durante julio y agosto de 1994 realizó una estancia de investigación en París sobre historia de las religiones y ciencias religiosas en las bibliotecas del Centre George Pompidou y la Universidad de Sorbonne. 
Fue nombrado profesor invitado durante el curso académico 1996-1997 en la Universidad de Ciencias Sociales de Estrasburgo, donde realizó investigaciones en su campo.
Regresó a Turquía en el curso académico 1997-1998. En noviembre de 1998 fue nombrado profesor titular y en enero de 2004 catedrático.
Entre 1993 y 2006 fue director del área de Historia de las religiones y del departamento de Filosofía y Ciencias Religiosas.
Entre 1997 y 2002 fue vicedecano de la Facultad de Ciencias Islámicas de la Universidad de Sakarya. Entre 2006 y 2011 ejerció como decano de la misma facultad durante dos semestres. De 2003 a 2011 también fue miembro del parlamento de la Universidad de Sakarya y, de 2006 a 2011, miembro del Consejo Directivo de la misma universidad.
En 2011 fue nombrado director general de los Servicios Educativos de la Presidencia de Asuntos Religiosos.
El doctor Ali Erbaş fue nombrado rector de la Universidad de Yalova el 8 de junio de 2017.
El 17 de septiembre de 2017 ha sido nombrado presidente de Diyanet.
El doctor Ali Erbaş ha escrito 12 libros y un gran número de artículos. Ha dado conferencias y simposios a nivel nacional e internacional y tiene un nivel avanzado en francés y árabe.
Ali Erbaş está casado y es padre de 4 hijos.